# Кузьминское кладбище (Пушкин)
Ку́зьминское кла́дбище — городское кладбище на северной окраине Пушкина на Петербургском шоссе. Расположено на территории бывшей деревни Большое Кузьмино на левом берегу реки Кузьминки, которая отделяет его от Буферного парка. Площадь кладбища составляет 10,7 га. Кладбище имеет регулярную планировку.

## История

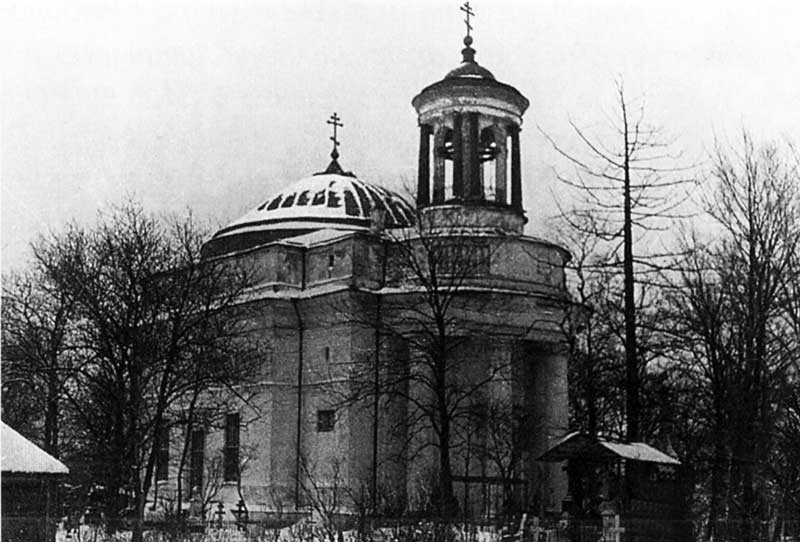
Благовещенская церковь, архитектор Джакомо Кваренги

Кузьминское кладбище считается одним из самых старых в Петербурге — даже допетровского периода.
Современное кладбище существует в Царском селе с 1749 года.
В годы Великой Отечественной войны прямо на его территории прошла линия блокадного кольца. Все было разрушено: старые захоронения, церковь, часовни. Могильные плиты использовались для строительства укреплений.
На территории кладбища, на месте разрушенного в годы Великой Отечественной войны храма Благовещения Пресвятой Богородицы сейчас находится Часовня Благовещения Пресвятой Богородицы 59°44′50″ с. ш. 30°23′43″ в. д.